# Эйюб Вургун
Эйюб Вургун Алиш оглу (азерб. Əyyub Vurğun Əliş oğlu) — доктор философии по филологии, первый председатель бывшей Государственной комиссии по приему студентов Азербайджана (1992-1993).

## Биография
Эйюб Вургун родился 25 октября 1957 года в селе Ашагы Гушчу Товузского района. В 1973 году поступил на филологический факультет бывшего Азербайджанского педагогического института.

### Преподавательская деятельность
В 1977-1984 годах работал преподавателем в Сабирабадском и Товузском районах, а в 1985-1993 годах преподавал в Азербайджанском педагогическом университете имени Н.Туси.
В 1986 году был одним из основателей и председателем первой в Азербайджане неправительственной организации "Ченлибель".
В 1988 году стал кандидатом филологических наук.
В 1992-1993 годах был руководителем Государственной комиссии по приему студентов. Преподавал в Университете "Хазар".
15 ноября 1992 года по инициативе Эйюб Вургуна в Азербайджане были проведены вступительные экзамены посредством тестовых заданий.

### Смерть
Скончался после продолжительной болезни 24 сентября 2019 года в Баку.